# Х̱
Cette page contient des caractères spéciaux ou non latins. S’ils s’affichent mal (▯, ?, etc.), consultez la page d’aide Unicode.
Ne doit pas être confondu avec la lettre latine X̱.
Х̱ (minuscule : х̱), appelé kha macron souscrit, est une lettre additionnelle de l’alphabet cyrillique utilisée en dans la cyrillisation de l’alphabet arabe. Elle est composée du kha ‹ Х › diacrité d’un macron souscrit.

## Utilisations
Dans certaines cyrillisations de l’alphabet arabe, dont celle développée par Ignati Kratchkovski, le kha macron souscrit ‹ х̱ › translittère le khā ‹ ﺥ ›.

## Représentation informatique
Le kha macron souscrit peut être représenté avec les caractères Unicode suivants :
- décomposé (cyrillique, diacritiques)[1],[2] :

| formes    | représentations | chaînes de caractères | points de code | descriptions                                                |
| --------- | --------------- | --------------------- | -------------- | ----------------------------------------------------------- |
| capitale  | Х̱               | Х◌̱                    | U+0425 U+0331  | lettre majuscule cyrillique kha diacritique macron souscrit |
| minuscule | х̱               | х◌̱                    | U+0445 U+0331  | lettre minuscule cyrillique kha diacritique macron souscrit |